# Eleições autárquicas portuguesas de 1979 no distrito de Lisboa
| Eleições autárquicas portuguesas de 1979 Distritos: Aveiro \| Beja \| Braga \| Bragança \| Castelo Branco \| Coimbra \| Évora \| Faro \| Guarda \| Leiria \| Lisboa \| Portalegre \| Porto \| Santarém \| Setúbal \| Viana do Castelo \| Vila Real \| Viseu \| Açores \| Madeira |

## Resultados por concelho
Os resultados nos concelhos do distrito de Lisboa foram os seguintes:

### Alenquer
| Partido                 | Partido                   | Votos  | %               | +/-   | Vereadores | +/-     |
| ----------------------- | ------------------------- | ------ | --------------- | ----- | ---------- | ------- |
|                         | Partido Socialista        | 8 514  | 43,45 / 100,00  | 0,57  | 3 / 7      | 1       |
|                         | Aliança Povo Unido        | 5 725  | 29,21 / 100,00  | 3,73  | 2 / 7      | Estável |
|                         | Aliança Democrática       | 4 330  | 22,10 / 100,00  | Novo  | 2 / 7      | Novo    |
|                         | PCTP/MRPP                 | 400    | 2,04 / 100,00   | 0,25  | 0 / 7      | Estável |
|                         | União Democrática Popular | 113    | 0,58 / 100,00   | -     | 0 / 7      | -       |
| Votos Inválidos         | Votos Inválidos           | 515    | 2,62 / 100,00   | 1,47  |            |         |
| Total                   | Total                     | 19 597 | 100,00 / 100,00 |       | 7 / 7      |         |
| Eleitorado/Participação | Eleitorado/Participação   | 25 900 | 75,66 / 100,00  | 17,08 |            |         |

### Amadora
| Partido                 | Partido                                        | Votos   | %               | Vereadores |
| ----------------------- | ---------------------------------------------- | ------- | --------------- | ---------- |
|                         | Aliança Povo Unido                             | 30 370  | 37,61 / 100,00  | 4 / 11     |
|                         | Aliança Democrática                            | 26 238  | 32,50 / 100,00  | 4 / 11     |
|                         | Partido Socialista                             | 20 190  | 25,01 / 100,00  | 3 / 11     |
|                         | União Democrática Popular                      | 1 971   | 2,44 / 100,00   | 0 / 11     |
|                         | PCTP/MRPP                                      | 508     | 0,63 / 100,00   | 0 / 11     |
|                         | União da Esquerda para a Democracia Socialista | 439     | 0,54 / 100,00   | 0 / 11     |
| Votos Inválidos         | Votos Inválidos                                | 1 026   | 1,27 / 100,00   |            |
| Total                   | Total                                          | 80 742  | 100,00 / 100,00 | 11 / 11    |
| Eleitorado/Participação | Eleitorado/Participação                        | 108 887 | 74,15 / 100,00  |            |

### Arruda dos Vinhos
| Partido                 | Partido                 | Votos | %               | +/-   | Vereadores | +/-     |
| ----------------------- | ----------------------- | ----- | --------------- | ----- | ---------- | ------- |
|                         | Partido Socialista      | 2 375 | 54,20 / 100,00  | 7,56  | 3 / 5      | Estável |
|                         | Aliança Democrática     | 1 017 | 23,21 / 100,00  | Novo  | 1 / 5      | Novo    |
|                         | Aliança Povo Unido      | 863   | 19,69 / 100,00  | 3,37  | 1 / 5      | Estável |
|                         | PCTP/MRPP               | 0     | 0,00 / 100,00   | 2,69  | 0 / 5      | Estável |
| Votos Inválidos         | Votos Inválidos         | 127   | 2,90 / 100,00   | 1,48  |            |         |
| Total                   | Total                   | 4 382 | 100,00 / 100,00 |       | 5 / 5      |         |
| Eleitorado/Participação | Eleitorado/Participação | 6 519 | 67,22 / 100,00  | 10,37 |            |         |

### Azambuja
| Partido                 | Partido                                        | Votos  | %               | +/-   | Vereadores | +/-     |
| ----------------------- | ---------------------------------------------- | ------ | --------------- | ----- | ---------- | ------- |
|                         | Aliança Povo Unido                             | 3 278  | 31,83 / 100,00  | 7,98  | 3 / 7      | 1       |
|                         | Partido Socialista                             | 3 130  | 30,39 / 100,00  | 13,76 | 2 / 7      | 2       |
|                         | Partido Social Democrata                       | 2 469  | 23,97 / 100,00  | 9,12  | 2 / 7      | 1       |
|                         | União Democrática Popular                      | 588    | 5,71 / 100,00   | -     | 0 / 7      | -       |
|                         | União da Esquerda para a Democracia Socialista | 346    | 3,36 / 100,00   | Novo  | 0 / 7      | Novo    |
|                         | PCTP/MRPP                                      | 138    | 1,34 / 100,00   | 0,78  | 0 / 7      | Estável |
| Votos Inválidos         | Votos Inválidos                                | 350    | 3,40 / 100,00   | 1,84  |            |         |
| Total                   | Total                                          | 10 299 | 100,00 / 100,00 |       | 7 / 7      |         |
| Eleitorado/Participação | Eleitorado/Participação                        | 14 561 | 70,73 / 100,00  | 7,33  |            |         |

### Cadaval
| Partido                 | Partido                  | Votos  | %               | +/-   | Vereadores | +/-     |
| ----------------------- | ------------------------ | ------ | --------------- | ----- | ---------- | ------- |
|                         | Partido Social Democrata | 3 551  | 46,23 / 100,00  | 21,61 | 4 / 7      | 2       |
|                         | Partido Socialista       | 2 906  | 37,83 / 100,00  | 2,19  | 3 / 7      | Estável |
|                         | Aliança Povo Unido       | 703    | 9,15 / 100,00   | 1,67  | 0 / 7      | Estável |
|                         | PCTP/MRPP                | 154    | 2,00 / 100,00   | -     | 0 / 7      | -       |
| Votos Inválidos         | Votos Inválidos          | 367    | 4,78 / 100,00   | 2,36  |            |         |
| Total                   | Total                    | 7 681  | 100,00 / 100,00 |       | 7 / 7      |         |
| Eleitorado/Participação | Eleitorado/Participação  | 10 909 | 70,41 / 100,00  | 11,60 |            |         |

### Cascais
| Partido                 | Partido                      | Votos  | %               | +/-   | Vereadores | +/-     |
| ----------------------- | ---------------------------- | ------ | --------------- | ----- | ---------- | ------- |
|                         | Centro Democrático Social    | 35 140 | 48,57 / 100,00  | 28,42 | 5 / 9      | 3       |
|                         | Aliança Povo Unido           | 18 409 | 25,44 / 100,00  | 3,64  | 2 / 9      | Estável |
|                         | Partido Socialista           | 14 263 | 19,71 / 100,00  | 11,81 | 2 / 9      | 1       |
|                         | União Democrática Popular    | 1 454  | 2,01 / 100,00   | -     | 0 / 9      | -       |
|                         | PCTP/MRPP                    | 971    | 1,34 / 100,00   | 0,19  | 0 / 9      | Estável |
|                         | Partido da Democracia Cristã | 729    | 1,01 / 100,00   | -     | 0 / 9      | -       |
| Votos Inválidos         | Votos Inválidos              | 1 388  | 1,92 / 100,00   | 0,44  |            |         |
| Total                   | Total                        | 72 354 | 100,00 / 100,00 |       | 9 / 9      |         |
| Eleitorado/Participação | Eleitorado/Participação      | 99 989 | 72,36 / 100,00  | 7,78  |            |         |

### Lisboa
| Partido                 | Partido                   | Votos   | %               | +/-   | Vereadores | +/-     |
| ----------------------- | ------------------------- | ------- | --------------- | ----- | ---------- | ------- |
|                         | Aliança Democrática       | 228 656 | 46,67 / 100,00  | Novo  | 9 / 17     | Novo    |
|                         | Aliança Povo Unido        | 122 967 | 25,10 / 100,00  | 4,38  | 4 / 17     | Estável |
|                         | Partido Socialista        | 114 422 | 23,35 / 100,00  | 12,16 | 4 / 17     | 3       |
|                         | União Democrática Popular | 10 652  | 2,17 / 100,00   | -     | 0 / 17     | -       |
|                         | PCTP/MRPP                 | 3 628   | 0,74 / 100,00   | 0,18  | 0 / 17     | Estável |
| Votos Inválidos         | Votos Inválidos           | 9 630   | 1,96 / 100,00   | 0,63  |            |         |
| Total                   | Total                     | 489 955 | 100,00 / 100,00 |       | 17 / 17    |         |
| Eleitorado/Participação | Eleitorado/Participação   | 648 487 | 75,55 / 100,00  | 9,05  |            |         |

### Loures
| Partido                 | Partido                                        | Votos   | %               | +/-   | Vereadores | +/-     |
| ----------------------- | ---------------------------------------------- | ------- | --------------- | ----- | ---------- | ------- |
|                         | Aliança Povo Unido                             | 49 567  | 36,69 / 100,00  | 3,86  | 5 / 11     | 1       |
|                         | Partido Socialista                             | 44 784  | 33,15 / 100,00  | 2,86  | 4 / 11     | 1       |
|                         | Partido Social Democrata                       | 25 237  | 18,68 / 100,00  | 6,54  | 2 / 11     | 1       |
|                         | Centro Democrático Social                      | 8 673   | 6,42 / 100,00   | 0,81  | 0 / 11     | 1       |
|                         | União Democrática Popular                      | 2 121   | 1,57 / 100,00   | -     | 0 / 11     | -       |
|                         | PCTP/MRPP                                      | 1 454   | 1,08 / 100,00   | 0,12  | 0 / 11     | Estável |
|                         | União da Esquerda para a Democracia Socialista | 631     | 0,47 / 100,00   | Novo  | 0 / 11     | Novo    |
| Votos Inválidos         | Votos Inválidos                                | 2 629   | 1,95 / 100,00   | 1,38  |            |         |
| Total                   | Total                                          | 135 096 | 100,00 / 100,00 |       | 11 / 11    |         |
| Eleitorado/Participação | Eleitorado/Participação                        | 180 115 | 75,01 / 100,00  | 11,76 |            |         |

### Lourinhã
| Partido                 | Partido                 | Votos  | %               | +/-   | Vereadores | +/-     |
| ----------------------- | ----------------------- | ------ | --------------- | ----- | ---------- | ------- |
|                         | Partido Socialista      | 5 383  | 47,20 / 100,00  | 8,26  | 4 / 7      | 1       |
|                         | Aliança Democrática     | 5 363  | 47,03 / 100,00  | Novo  | 3 / 7      | Novo    |
|                         | Aliança Povo Unido      | 303    | 2,66 / 100,00   | 1,57  | 0 / 7      | Estável |
|                         | PCTP/MRPP               | 0      | 0,00 / 100,00   | -     | 0 / 7      | -       |
| Votos Inválidos         | Votos Inválidos         | 355    | 3,11 / 100,00   | 2,01  |            |         |
| Total                   | Total                   | 11 404 | 100,00 / 100,00 |       | 7 / 7      |         |
| Eleitorado/Participação | Eleitorado/Participação | 14 918 | 76,44 / 100,00  | 13,23 |            |         |

### Mafra
| Partido                 | Partido                 | Votos  | %               | +/-   | Vereadores | +/-     |
| ----------------------- | ----------------------- | ------ | --------------- | ----- | ---------- | ------- |
|                         | Aliança Democrática     | 10 070 | 46,64 / 100,00  | Novo  | 3 / 7      | Novo    |
|                         | Partido Socialista      | 7 934  | 36,74 / 100,00  | 3,59  | 3 / 7      | Estável |
|                         | Aliança Povo Unido      | 2 594  | 12,01 / 100,00  | 0,09  | 1 / 7      | Estável |
|                         | PCTP/MRPP               | 297    | 1,38 / 100,00   | 0,65  | 0 / 7      | Estável |
| Votos Inválidos         | Votos Inválidos         | 698    | 3,23 / 100,00   | 2,75  |            |         |
| Total                   | Total                   | 21 593 | 100,00 / 100,00 |       | 7 / 7      |         |
| Eleitorado/Participação | Eleitorado/Participação | 31 570 | 68,40 / 100,00  | 15,60 |            |         |

### Oeiras
| Partido                 | Partido                   | Votos  | %               | +/-   | Vereadores | +/-     |
| ----------------------- | ------------------------- | ------ | --------------- | ----- | ---------- | ------- |
|                         | Aliança Democrática       | 34 223 | 45,34 / 100,00  | Novo  | 4 / 9      | Novo    |
|                         | Aliança Povo Unido        | 20 889 | 27,68 / 100,00  | 1,54  | 3 / 9      | 1       |
|                         | Partido Socialista        | 17 130 | 22,70 / 100,00  | 12,50 | 2 / 9      | 1       |
|                         | União Democrática Popular | 1 368  | 1,81 / 100,00   | -     | 0 / 9      | -       |
|                         | PCTP/MRPP                 | 968    | 1,28 / 100,00   | 0,49  | 0 / 9      | Estável |
| Votos Inválidos         | Votos Inválidos           | 899    | 1,20 / 100,00   | 1,11  |            |         |
| Total                   | Total                     | 75 477 | 100,00 / 100,00 |       | 9 / 9      | 2       |
| Eleitorado/Participação | Eleitorado/Participação   | 99 298 | 76,01 / 100,00  | 12,08 |            |         |

### Sintra
| Partido                 | Partido                   | Votos   | %               | +/-   | Vereadores | +/-     |
| ----------------------- | ------------------------- | ------- | --------------- | ----- | ---------- | ------- |
|                         | Aliança Democrática       | 42 380  | 40,15 / 100,00  | Novo  | 5 / 11     | Novo    |
|                         | Aliança Povo Unido        | 31 963  | 30,28 / 100,00  | 5,38  | 3 / 11     | Estável |
|                         | Partido Socialista        | 25 566  | 24,22 / 100,00  | 15,42 | 3 / 11     | 3       |
|                         | União Democrática Popular | 2 613   | 2,48 / 100,00   | -     | 0 / 11     | -       |
|                         | PCTP/MRPP                 | 1 073   | 1,02 / 100,00   | 0,49  | 0 / 11     | Estável |
| Votos Inválidos         | Votos Inválidos           | 1 963   | 1,86 / 100,00   | 1,63  |            |         |
| Total                   | Total                     | 105 558 | 100,00 / 100,00 |       | 11 / 11    |         |
| Eleitorado/Participação | Eleitorado/Participação   | 147 334 | 71,65 / 100,00  | 7,08  |            |         |

### Sobral de Monte Agraço
| Partido                 | Partido                  | Votos | %               | +/-   | Vereadores | +/-     |
| ----------------------- | ------------------------ | ----- | --------------- | ----- | ---------- | ------- |
|                         | Aliança Povo Unido       | 1 936 | 45,77 / 100,00  | 10,13 | 3 / 5      | 1       |
|                         | Partido Socialista       | 1 103 | 26,08 / 100,00  | 15,99 | 1 / 5      | 1       |
|                         | Partido Social Democrata | 1 026 | 24,26 / 100,00  | 7,05  | 1 / 5      | Estável |
|                         | PCTP/MRPP                | 35    | 0,83 / 100,00   | -     | 0 / 5      | -       |
| Votos Inválidos         | Votos Inválidos          | 130   | 3,07 / 100,00   | 2,02  |            |         |
| Total                   | Total                    | 4 230 | 100,00 / 100,00 |       | 5 / 5      |         |
| Eleitorado/Participação | Eleitorado/Participação  | 5 891 | 71,80 / 100,00  | 16,60 |            |         |

### Torres Vedras
| Partido                 | Partido                   | Votos  | %               | +/-   | Vereadores | +/-     |
| ----------------------- | ------------------------- | ------ | --------------- | ----- | ---------- | ------- |
|                         | Partido Socialista        | 11 875 | 34,81 / 100,00  | 1,92  | 3 / 7      | Estável |
|                         | Partido Social Democrata  | 11 370 | 33,33 / 100,00  | 1,05  | 3 / 7      | Estável |
|                         | Aliança Povo Unido        | 7 441  | 21,81 / 100,00  | 2,43  | 1 / 7      | Estável |
|                         | Centro Democrático Social | 2 214  | 6,49 / 100,00   | -     | 0 / 7      | -       |
|                         | PCTP/MRPP                 | 261    | 0,77 / 100,00   | 1,49  | 0 / 7      | Estável |
| Votos Inválidos         | Votos Inválidos           | 955    | 2,80 / 100,00   | 1,58  |            |         |
| Total                   | Total                     | 34 116 | 100,00 / 100,00 |       | 7 / 7      |         |
| Eleitorado/Participação | Eleitorado/Participação   | 46 486 | 73,39 / 100,00  | 11,69 |            |         |

### Vila Franca de Xira
| Partido                 | Partido                   | Votos  | %               | +/-  | Vereadores | +/-     |
| ----------------------- | ------------------------- | ------ | --------------- | ---- | ---------- | ------- |
|                         | Aliança Povo Unido        | 19 005 | 44,68 / 100,00  | 3,76 | 4 / 9      | 1       |
|                         | Partido Socialista        | 12 608 | 29,64 / 100,00  | 9,40 | 3 / 9      | 1       |
|                         | Aliança Democrática       | 9 263  | 21,77 / 100,00  | Novo | 2 / 9      | Novo    |
|                         | União Democrática Popular | 708    | 1,66 / 100,00   | -    | 0 / 9      | -       |
|                         | PCTP/MRPP                 | 325    | 0,76 / 100,00   | 1,26 | 0 / 9      | Estável |
| Votos Inválidos         | Votos Inválidos           | 631    | 1,48 / 100,00   | 1,53 |            |         |
| Total                   | Total                     | 42 540 | 100,00 / 100,00 |      | 9 / 9      |         |
| Eleitorado/Participação | Eleitorado/Participação   | 55 880 | 76,13 / 100,00  | 7,85 |            |         |